# Beatitas octomaculatus
 (septembre 2023).
Genre
Espèce
Beatitas octomaculatus, unique représentant du genre Beatitas, est une espèce d'araignées aranéomorphes de la famille des Phrurolithidae.

## Distribution
Cette espèce est endémique du Guangxi en Chine,. Elle se rencontre dans le district de Pinggui.

## Description
Le mâle holotype mesure 2,27 mm et la femelle paratype 2,86 mm.

## Systématique et taxinomie
Cette espèce a été décrite par Mu et Zhang en 2023.
Ce genre a été décrit par Mu et Zhang en 2023 dans les Phrurolithidae.

## Publication originale
- Mu & Zhang, 2023 : « Further additions to the guardstone spider fauna from China (Araneae: Phrurolithidae). » Zootaxa, no 5338(1), p. 1-104.